# Most pri Bratislave
Most pri Bratislave és un poble i municipi d'Eslovàquia que es troba a la regió de Bratislava, a l'extrem occidental del país, prop de la frontera amb Àustria.

## Història
La primera menció escrita de la vila es remunta al 1283.

## Demografia
| Godina             | 1994 | 2004   | 2014    | 2024    |
| ------------------ | ---- | ------ | ------- | ------- |
| Nombre de persones | 1527 | 1594   | 2590    | 4533    |
| Diferència         |      | +4,38% | +62,48% | +75,01% |

| Godina             | 2023 | 2024   |
| ------------------ | ---- | ------ |
| Nombre de persones | 4425 | 4533   |
| Diferència         |      | +2,44% |